# Jazeno
Jazeno (russisch Яцено) ist ein Dorf (selo) in der Oblast Kursk in Russland. Es gehört zum Rajon Konyschowka und zur Landgemeinde (selskoje posselenije) Maschkinski selsowjet.

## Geographie
Der Ort liegt gut 61 km Luftlinie nordwestlich des Oblastverwaltungszentrums Kursk im südwestlichen Teil der Mittelrussischen Platte, 11 km nordöstlich des Rajonverwaltungszentrums Konyschowka, 3 km vom Sitz des Dorfsowjet – Maschkino, 66 km von der Grenze zwischen Russland und der Ukraine, am kleinen Fluss Belitschka (linker Nebenfluss der Swapa).

### Klima
Das Klima im Ort ist wie im Rest des Rajons kalt und gemäßigt. Es gibt während des Jahres eine erhebliche Niederschlagsmenge. Dfb lautet die Klassifikation des Klimas nach Köppen und Geiger.

## Bevölkerungsentwicklung
| Jahr | Einwohner |
| ---- | --------- |
| 2002 | 160       |
| 2010 | 82        |

Anmerkung: Volkszählungsdaten

## Verkehr
Jazeno liegt 59,5 km von der Fernstraße föderaler Bedeutung M3 „Ukraina“ (Moskau – Kaluga – Brjansk – Grenze zur Ukraine), 36 km von der Straße M2 „Krim“ (Moskau – A142/Trosna – Grenze zur Ukraine), 33 km von der Straße A 142 (Trosna – M3 Ukraina), 16 km von der Straße regionaler Bedeutung 38K-038 (Fatesch – Dmitrijew), an der Straße 38K-005 (Konyschowka – Schigajewo – 38K-038), an der Straße interkommunaler Bedeutung 38N-141 (38K-005 – Werchoprudka) und 4,5 km von der nächsten Eisenbahnhaltestelle 552 km (Eisenbahnstrecke Nawlja – Lgow-Kijewskij) entfernt.
Der Ort liegt 165 km vom internationalen Flughafen von Belgorod entfernt.